# Nipper's Harbour (Terre-Neuve-et-Labrador)
Nipper's Harbour est une ville située sur l'île de Terre-Neuve dans la province de Terre-Neuve-et-Labrador au Canada.

## Annexe